# Claudinei Oliveira
Claudinei dos Santos Oliveira (Santos, Estado de São Paulo, Brasil; 29 de septiembre de 1969) conocido como claudinei Oliveira, es un exfutbolista y entrenador brasileño de fútbol.
Actualmente entrena al Paysandu de la Serie B de Brasil.

## Trayectoria

### Como futbolista
Comenzó su carrera profesional con el Santos en 1989, pero no pudo presentarse en el club. Posteriormente representó a Jaboticabal, Nacional de Uberaba, Mamoré, Araguari Atlético Clube, Central Brasileira Pinhalense (dos temporadas), Caldense, Olímpia, Portuguesa Santista, São Bento, Remo, Tuna Luso, Nacional-SP y Ferroviária, este último donde se retiró en 2003.

### Como entrenador
Oliveira comenzó su carrera como entrenador en el Santos, y se unió al equipo sub-15 en 2009 y lo llevó a un título del Campeonato Paulista sub-15. Al año siguiente fue ascendido al sub-17 y ganó el Campeonato Paulista de la categoría. En 2011 fue asignado a los menores de 20 años. Luego ganó el Campeonato Paulista en 2012 y la Copa São Paulo de Futebol Júnior en 2013; este último se produjo después de una ausencia de 29 años.
El 31 de mayo de 2013 tras la destitución de Muricy Ramalho, fue nombrado entrenador del primer equipo en la Serie A Brasileña. Su primer partido a cargo ocurrió al día siguiente en un empate 1-1 en casa contra Grêmio y su primera victoria llegó el 12 de junio tras ganarle 1-0 al Atlético Mineiro.
Oliveira se mantuvo a cargo de la escuadra principal hasta el final de la temporada, llevando al equipo a un séptimo lugar en la tabla general. Tras ser relevado de sus funciones y sustituido por Oswaldo de Oliveira fichó por Goiás.
El 14 de abril de 2014 tras perder el Campeonato Goiano ante el Atlético Goianiense fue despedido. Dos días después fue designado entrenador de Paraná.
El 3 de septiembre de 2014 fue nombrado al frente del Atlético Paranaense. Pero fue despedido el 15 de marzo, sin embargo dos días después terminó siendo nombrado entrenador del Vitória, aunque fue despedido el 20 de mayo.
El 25 de noviembre de 2015 regresó al Paraná para la temporada siguiente. Fue relevado de sus funciones el 13 de junio del año siguiente y fue nombrado al frente de Avaí el 25 de agosto. Oliveira logró un ascenso de primer nivel en su primera temporada, pero sufrió un descenso inmediato en la segunda, lo que hizo que el 19 de abril de 2018 fuera despedido.
El 25 de abril de 2018 sustituyó al despedido Nelsinho Baptista al frente de Sport Recife. El 12 de agosto, después de una derrota en casa por 3-1 contra São Paulo dejó el club  y regresó a Paraná para un tercer período, pero dimitio el 16 de octubre de 2018 y se mudó al Chapecoense donde a pesar de evitar el descenso al final de la temporada, fue despedido el 17 de marzo siguiente y regresó a Goiás el 23 de abril; el 4 de agosto, después de una derrota por 6-1 ante el Santos fue despedido.
El 17 de febrero de 2020 fue nombrado entrenador del Botafogo-SP en sustitución del despedido Wagner Lopes. Ayudó al club a evitar el descenso en el Campeonato Paulista 2020, pero renunció el 20 de noviembre después de solo cinco victorias en 22 partidos.
El 9 de diciembre de 2020 regresó a dirigir al Avaí en reemplazo de Geninho.

## Trayectoria
| Futbolista        |                            |      |      |
| País              | Club                       | Año  | Año  |
| Bandera de Brasil | Santos                     | 1989 | 1990 |
| Bandera de Brasil | Mamoré                     | 1993 | 1993 |
| Bandera de Brasil | Caldense                   | 1995 | 1995 |
| Bandera de Brasil | Olímpia                    | 1995 | 1995 |
| Bandera de Brasil | Portuguesa Santista        | 1996 | 1999 |
| Bandera de Brasil | São Bento (cesión)         | 1999 | 1999 |
| Bandera de Brasil | Remo                       | 2000 | 2000 |
| Bandera de Brasil | Tuna Luso                  | 2001 | 2001 |
| Bandera de Brasil | Nacional-SP                | 2002 | 2002 |
| Bandera de Brasil | Ferroviária                | 2003 | 2003 |
| Entrenador        |                            |      |      |
| País              | Club                       | Año  | Año  |
| Bandera de Brasil | Santos                     | 2013 | 2013 |
| Bandera de Brasil | Goiás                      | 2014 | 2014 |
| Bandera de Brasil | Paraná                     | 2014 | 2014 |
| Bandera de Brasil | Athletico Paranaense       | 2014 | 2015 |
| Bandera de Brasil | Vitória                    | 2015 | 2015 |
| Bandera de Brasil | Paraná                     | 2016 | 2016 |
| Bandera de Brasil | Avaí                       | 2016 | 2018 |
| Bandera de Brasil | Sport Recife               | 2018 | 2018 |
| Bandera de Brasil | Paraná                     | 2018 | 2018 |
| Bandera de Brasil | Chapecoense                | 2018 | 2019 |
| Bandera de Brasil | Goiás                      | 2019 | 2019 |
| Bandera de Brasil | Botafogo de Ribeirão Preto | 2020 | 2020 |
| Bandera de Brasil | Avaí                       | 2020 | 2022 |
| Bandera de Brasil | Operário de Ponta Grossa   | 2022 | 2022 |
| Bandera de Brasil | Sport Recife               | 2022 | 2022 |
| Bandera de Brasil | Vila Nova                  | 2023 | 2023 |
| Bandera de Brasil | Chapecoense                | 2023 | 2024 |
| Bandera de Brasil | Guarani                    | 2024 | 2024 |
| Bandera de Brasil | Londrina                   | 2024 | 2025 |
| Bandera de Brasil | Paysandu                   | 2025 | Act. |